# Myggenäs
Myggenäs est une localité de Suède située dans la commune de Tjörn du comté de Västra Götaland. Elle couvre une superficie de 1,22 km2. En 2010, elle compte 1 230 habitants.